# (872) Holda
Pour les articles homonymes, voir Holda.
(872) Holda est un astéroïde de la ceinture principale découvert le 21 mai 1917 par l'astronome allemand Max Wolf.
Sa désignation provisoire était 1917 BZ. Il a été nommé d'après Edward Singleton Holden.